# Чемисов Олександр Дмитрович
Олександр Дмитрович Че́мисов (рос. Александр Дмитриевич Чемисов; нар. 4 серпня 1885, Дмитровськ — пом. 29 квітня 1969, Одеса) — український радянський живописець, педагог. Член Спілки художників СРСР з 1960 року.

## Біографія
Нородився 4 серпня 1885 року в місті Дмитровську (тепер Орловська область, Росія). З 1909 по 1913 рік навчався в школі малювання при Петербурзькій академії мистецтв (викладачі К. Є. Маковський, М. Н. Дубовський).
У 1915—1917 роках працював ротним художником при 8-й автомобільної роті в Російській імператорській армії. У 1921—1927 роках продовжив навчання в Одеському художньому училищі (викладачі П. Волокидін, Т. Дворников, В. Заузе) за фахом художник станкового живопису.
У 1928 році в Одесі відбулася перша персональна виставка. З 1925 по 1929 рік — член мистецького товариства імені К. К. Костанді. У цей період брав участь у всіх виставках Товариства. З 1924 по 1933 рік викладав графічні дисципліни в ізогуртках при клубах, в робітфаказ, середніх навчальних закладах  Одеси. У 1933—1941 роках працював художником постановочного цеху на Одеській кіностудії. У 1941—1944 роках працював живописцем за вивісками в рекламній майстерні Товариства одеських художників. З 1944 року працював в художніх майстернях державного художнього фонду.
Помер в Одесі 29 квітня 1969 року.

## Твори
Працював в галузі тематичної картини і пейзажу. Твори:
- «Мітинг на фронті» (1925);
- «Вантаження дров» (1927);
- «Ліс  увечері» (1942);
- «Останній сніг» (1943);
- «Ланжерон. Пляж» (1949);
- «Пасовисько у лісі» (1956);
- «Березень. Ліси брянські» (1963).

Роботи знаходяться в Одеському художньому музеї та в інших музейних і приватних зібраннях України та за кордоном.